# Mike McIntyre

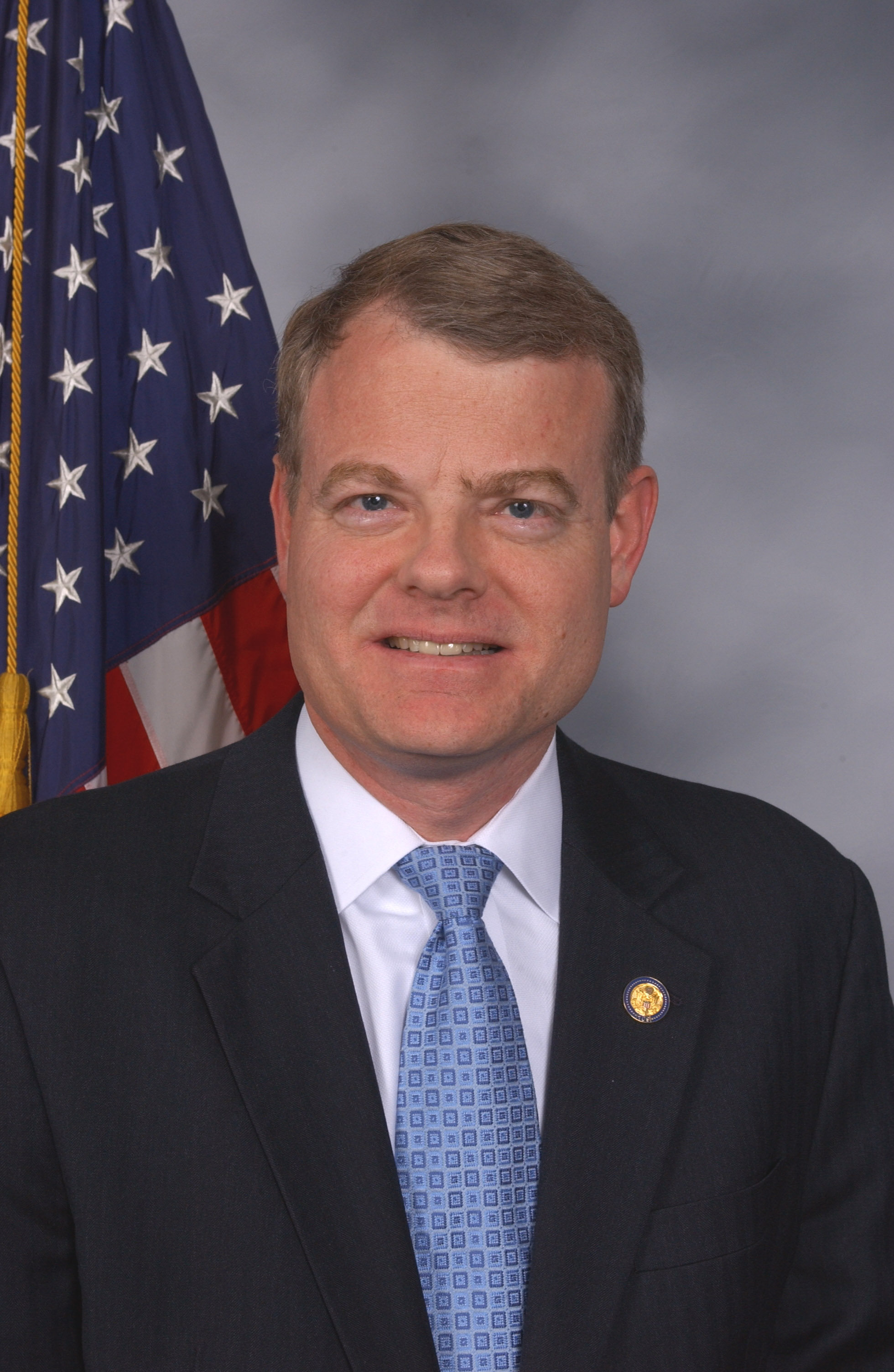
Mike McIntyre

Douglas Carmichael "Mike" McIntyre, född 6 augusti 1956 i Lumberton, North Carolina, är en amerikansk demokratisk politiker. Han representerar delstaten North Carolinas sjunde distrikt i USA:s representanthus sedan 1997.
McIntyre gick i skola i Lumberton High School. Han studerade sedan vid University of North Carolina at Chapel Hill. Han avlade grundexamen 1978 och juristexamen 1981.
Kongressledamoten Charlie Rose kandiderade inte till omval i kongressvalet 1996. McIntyre vann valet och efterträdde Rose i representanthuset i januari 1997. Han har omvalts sex gånger.
McIntyre är presbyterian. Han har varit en mycket aktiv lekman i sin kyrka First Presbyterian Church of Lumberton. Han har varit en av de äldste i församlingen och lärare i söndagsskolan. Han och hustrun Dee har två söner.